# 국립전파연구원 이천분소
국립전파연구원 이천분소는 방송통신기기에서 발생되는 전자파로부터 전파환경을 보호하고, 산업재해 및 안전사고의 예방을 위하여 방송통신기기 적합인증시험과 시중 유통제품에 대한 지속적인 성능유지 확인을 위한 사후관리시험을 수행하는 대한민국 방송통신위원회 국립전파연구원 소속기관으로 이천분소장(4급)은 서기관 또는 기술서기관으로 보한다. 2012년 6월 전파시험인증센터로 개편되어 폐지되었다. 경기도 이천시 설성면 신암로 194에 위치하고 있었다.

## 연혁
- 1992년 11월 23일 전파연구소 이천분소 신설 (대통령령 제 12763호)
- 1993년 12월 29일 전파연구소 이천분소 개소
- 1995년 7월 3일 전자파내성시험업무 개시
- 1996년 4월 3일 전자파측정기기 교정업무 개시
- 1997년 9월 11일 우주전파환경 관측 및 연구 개시
- 2005년 4월 4일 전자파차폐성능 측정업무 개시
- 2009년 12월 24일 전파누리관 준공
- 2010년 10월 27일 방송통신기자재 인증업무 개시
- 2011년 8월 19일 국립전파연구원 이천분소로 기관명칭 변경
- 2012년 6월 1일 전파시험인증센터 출범과 함께 폐지[3]

## 조직

### 이천분소장
- 전자파시험과
- 기술과
- 지원과

## 같이 보기
- 전파시험인증센터